# Primera Universitat de Medicina de Moscou Ivan Sétxenov
La Primera Universitat de Medicina Estatal de Moscou (MSMU, oficialment I.M. Sétxenov Primera Universitat Mèdica Estatal de Moscou, informalment Acadèmia Mèdica de Moscou o Universitat Sétxenov; rus: Первый Московский государственный медицинский университет имени И. М. Сеченова) és la universitat de medicina més antiga de Rússia, situada a Moscou.
La universitat va ser fundada el 1758 com a facultat de medicina de la Universitat Imperial de Moscou com la primera escola de medicina de Rússia. La institució es va separar de la Universitat Estatal de Moscou i es va independitzar el 1930. La universitat va rebre el nom del fisiòleg rus Ivan Sétxenov el 1955. Va ser coneguda com a I.M. Sétxenov Primer Institut de Medicina de Moscou fins a 1990, i I.M. Sétxenov Acadèmia de Medicina de Moscou de 1990 a 2010. La MSMU es troba a Devichye Pole, un campus mèdic històric, a Moscou.

## Història

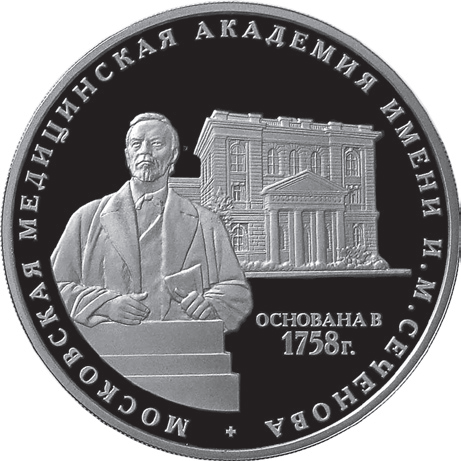
Moneda del Banc de Rússia (plata, 3 rubles, revers), sèrie "Ciència", 250è aniversari de l'Acadèmia Mèdica Sétxenov de Moscou. Monument a Ivan Sétxenov al carrer Bolshaya Pirogovskaya a Moscou

La universitat es va inaugurar com a Universitat Imperial de Moscou (Universitat Estatal de Moscou des de 1917) el 1755. Porta el nom d'Ivan Sétxenov, un doctorat de l'Imperial de Moscou, conegut com el "pare de la fisiologia russa". La institució es va independitzar el 1930 i va adquirir l'estatus universitari complet el 2010. Va celebrar el seu 260è aniversari el 2018.
L'acadèmia és un centre de formació, certificació i formació continuada per al personal mèdic i els farmacèutics. Uns 1500 graduats participen en formació de postgrau com a part de pràctiques (especialització primària), pràctiques clíniques (residència), que cobreixen especialitats clíniques o cursos de postgrau. Hi ha 160 càtedres a la universitat. 
Col·labora amb diverses organitzacions internacionals, com ara l'Associació Internacional dels Programes Universitaris per a la Gestió de la Salut, l'Organització Mundial de Col·legis Nacionals, Acadèmies i metges generals, l'Aliança Internacional Americana sobre Problemes de Salut, l'Associació Europea de Gestió de la Salut, l'Acadèmia Mundial d'Educació Mèdica. 

## Facultats
- Facultat de Medicina
- Facultat de Farmàcia
- Facultat de Pediatria
- Facultat de Medicina Preventiva
- Facultat d'Odontologia
- Facultat de Postgrau de Formació Professional de Metges
- Departament preparatori per a sol·licitants internacionals
- Institut de Formació Professional
- Centre de Programes de Màster

## Exalumnes destacats
- Aleksei Ivànovitx Abrikóssov - patòleg i membre de l'Acadèmia de Ciències Soviètica (1939)
- Arkadi Arkanov - escriptor, metge, dramaturg i humorista
- Oleg Atkov - cardiòleg i astronauta
- Evgeni Babsky - fisiòleg i membre de l'Acadèmia de Ciències d'Ucraïna
- Jonas Basanavičius - metge, activista i defensor lituà del Renaixement Nacional Lituà
- Serguei Botkin[1] - metge, terapeuta, activista i un dels fundadors de la ciència i l'educació mèdica russa moderna
- Anton Txékhov[1] - metge, dramaturg i escriptor de contes
- Mikhail Txumàkov - microbiòleg i viròleg; va ajudar a desenvolupar la vacuna contra la poliomielitis i organitzar-ne la producció en massa
- Mikhail Davydov - científic mèdic, oncòleg, cirurgià; president de l'Acadèmia Russa de Ciències Mèdiques; Premi Estatal de Ciència i Tecnologia
- Grigori Gorin (Grigori Israilevich Ofshtein) - dramaturg i escriptor
- Sergei Korsakoff[1] — neuropsiquiatra; europsiquiatre del segle xix, conegut pels seus estudis sobre els efectes de l'alcoholisme sobre el sistema nerviós (síndrome de Korsakoff) i la introducció del concepte de paranoia
- Anatoly Kudryavitsky - novel·lista i poeta rus-irlandès
- Shabsay Moshkovsky - metge, especialista en malalties infeccioses, epidemiòleg
- Alexander Podrabinek - dissident, periodista i comentarista
- Vladimir Serbsky - psiquiatre i un dels fundadors de la psiquiatria forense a Rússia; centre de psiquiatria forense, Centre Serbsky, va rebre el seu nom
- Pyotr Gannushkin - psiquiatre que va desenvolupar una de les primeres teories de les psicopaties (avui conegudes com a trastorns de la personalitat)
- Nikolai Pirogov[1] — científic, metge, inventor, pedagog i membre de l'Acadèmia Russa de Ciències (1847); considerat com el fundador de la cirurgia de camp i un dels primers cirurgians d'Europa a utilitzar l'èter com a anestèsic.
- Ivan Sechenov[1] — neurofisiòleg; L'Acadèmia Mèdica de Moscou i l' Institut de Fisiologia Evolutiva i Bioquímica van rebre el seu nom
- Nikolai Sklifosovsky[1] — cirurgià, científic i professor
- Màxim Kontxalovski - metge; figura de la medicina interna russa durant la primera meitat del segle XX
- Alexander Myasnikov - metge, cardiòleg, acadèmic de l' Acadèmia de Ciències Mèdiques de l'URSS
- Dimitri Venediktov - Viceministre de Salut de l'URSS de 1965 a 1981
- Valentin Pokrovsky — epidemiòleg; president de l'Acadèmia Russa de Ciències Mèdiques i director de l'Institut Central de Recerca d'Epidemiologia
- Valeri Xumakov - cirurgià i transplantòleg; un pioner de la cirurgia d'òrgans artificials; receptor de l' Orde de Sant Andreu de l'estat rus
- Leo Bokeria - cirurgià cardíac; acadèmic; va rebre el premi Lenin, el premi estatal de l'URSS i el premi estatal rus
- Renat Akchurin — cirurgià cardíac; acadèmic
- Rafiq Tağı — escriptor de contes i periodista azerbaidjan, graduat en cardiologia
- Amiran Revishvili - cirurgià cardíac i electrofisiòleg georgià, president de la Societat Científica Panrusa d'Electrofisiologia Clínica, Aritmologia i Estimulació Cardíaca
- Boris Yegorov - metge-astronauta que es va convertir en el primer metge a fer un vol espacial